# Garsdon
Garsdon är en by i civil parish Lea and Cleverton, i distriktet Wiltshire, i grevskapet Wiltshire, i England. Byn är belägen 4 km från Malmesbury. Garsdon var en civil parish fram till 1934 när blev den en del av Lea and Cleverton. Civil parish hade 119 invånare år 1931. Byn nämndes i Domedagsboken (Domesday Book) år 1086, och kallades då Gardone.